# آمپوس
آمپوس (به فرانسوی: Ampus) یک کمون در فرانسه است که در ور واقع شده‌است. آمپوس ۸۲٫۷۷ کیلومتر مربع مساحت دارد.